# Forward-Algorithmus
Der Forward-Algorithmus (auch Vorwärts-Algorithmus, Vorwärts-Prozedur) berechnet mit Hilfe sogenannter Forward-Variablen für ein gegebenes Hidden-Markov-Modell die Wahrscheinlichkeit einer bestimmten Beobachtung.
Er verwendet die Programmiermethode der dynamischen Programmierung.

## Markov-Modell
Das Markov-Modell ist definiert als {\displaystyle \lambda =(S;V;A;B;\pi )}, wobei
- {\displaystyle S} die Menge der verborgenen Zustände,
- {\displaystyle V} das Alphabet der beobachtbaren Symbole,
- {\displaystyle A} die Matrix der Übergangswahrscheinlichkeiten,
- {\displaystyle B} die Matrix der Emissionswahrscheinlichkeiten,
- {\displaystyle \pi } die Anfangsverteilung für die möglichen Anfangszustände,

bezeichnet.

## Aufgabenstellung und Forward-Variablen
Gegeben sei ein Wort {\displaystyle {\boldsymbol {o}}=o_{1}o_{2}\dots o_{T}\in V^{*}}. Der Forward-Algorithmus berechnet nun {\displaystyle P({\boldsymbol {o}}|\lambda )}, also die Wahrscheinlichkeit im vorhandenen Modell {\displaystyle \lambda } tatsächlich die Beobachtung {\displaystyle {\boldsymbol {o}}} zu machen.
Dafür werden die Forward-Variablen {\displaystyle \alpha _{t}(i)} verwendet. Darin ist die Wahrscheinlichkeit zum Zeitpunkt {\displaystyle 1\leq t\leq T} das Präfix {\displaystyle o_{1}o_{2}\ldots o_{t}} beobachtet zu haben und im Zustand {\displaystyle s_{i}\in S} zu sein gespeichert:
{\displaystyle \alpha _{t}(i)=P(o_{1}o_{2}\ldots o_{t};q_{t}=s_{i}|\lambda )}

## Funktionsweise
Die Forward-Variablen, und damit auch die Gesamtwahrscheinlichkeit, lassen sich rekursiv berechnen:
Initialisierung
{\displaystyle \alpha _{1}(i)=\pi _{i}\cdot b_{i}(o_{1}),\qquad 1\leq i\leq \left|S\right|}
Rekursion
{\displaystyle \alpha _{t}(i)=\left(\sum _{j=1}^{|S|}\alpha _{t-1}(j)a_{ji}\right)\cdot b_{i}(o_{t});\qquad 1<t\leq T,\ 1\leq i\leq \left|S\right|}
Terminierung
{\displaystyle P({\boldsymbol {o}}|\lambda )=\sum _{j=1}^{|S|}\alpha _{T}(j)}

## Komplexität
Der Algorithmus benötigt {\displaystyle O(|S|^{2}\cdot T)} Operationen und bietet ein effizientes Verfahren zur Berechnung der gesuchten Wahrscheinlichkeit.
Der Speicherbedarf liegt in {\displaystyle O(|S|\cdot T)}, da zur Erreichung der polynomiellen Laufzeit alle {\displaystyle \alpha _{t}(i)} in einer {\displaystyle |S|\times T} Matrix abgelegt werden.
Wenn die Zwischenergebnisse von {\displaystyle \alpha _{t}(i)} für {\displaystyle t<T} nach der Beendigung der Rekursion nicht benötigt werden, dann reduziert sich der Speicherbedarf auf {\displaystyle O(|S|)}, da zwei Spaltenvektoren der Länge {\displaystyle |S|} ausreichen um {\displaystyle \alpha _{t-1}(i)} und {\displaystyle \alpha _{t}(i)} in jedem Rekursionsschritt zu speichern.

## Weitere Anwendungen
Die Forward-Variablen {\displaystyle \alpha _{t}(i)} werden zusammen mit den Backward-Variablen {\displaystyle \beta _{t}(i)=P(o_{t+1}\dots o_{T}|q_{t}=s_{i};\lambda )} für den Baum-Welch-Algorithmus zur Lösung des mit Hidden-Markov-Modellen gegebenen Lernproblems benötigt.
Außerdem ermöglicht deren Kenntnis die Bestimmung der Wahrscheinlichkeit, bei der Beobachtung von {\displaystyle {\boldsymbol {o}}} zu einem festen Zeitpunkt {\displaystyle t} im Zustand {\displaystyle s_{i}} gewesen zu sein, denn nach dem Satz von Bayes gilt:
{\displaystyle P(q_{t}=s_{i}|{\boldsymbol {o}};\lambda )={\frac {\alpha _{t}(i)\cdot \beta _{t}(i)}{P({\boldsymbol {o}}|\lambda )}}}